# キリクと魔女
『キリクと魔女』（キリクとまじょ、Kirikou et la Sorcière）は、1998年のフランス・ベルギー・ルクセンブルクのアニメーション映画。監督はミッシェル・オスロ。数々の国際的な映画賞を獲得し、フランス国内だけでも観客動員130万人・興行収入650万ドルの大ヒットで、アニメーション映画としてはフランス映画史上歴代興行収入第1位の作品である。
内容はアフリカの村を描いたファンタジー映画。鮮やかな色使い・細密な描画・個性的な音楽・大胆なストーリーで、子供から大人まで楽しめる作品となっている。音楽は、セネガル出身の国際的人気歌手ユッスー・ンドゥールが手がけている。
日本での公開は2003年8月2日で、配給はアルバトロス・フィルム。日本語版の翻訳・演出は高畑勲が担当した。

## あらすじ
アフリカのある村で、一人の赤ん坊キリクが自分の意志で生まれる。村は魔女カラバの魔力によって泉は涸れ、男たちはむさぼり食われ、困窮しているという。キリクは赤ん坊ながら、その超人的な働きで、魔女の手から村人を救い、魔女に立ち向かってゆく。母に助けられ、幾多の冒険の末に「お山の賢者」から知恵を授けられたキリクは、魔女に決戦を挑むが、その行く手には思いもかけない運命が待ち受けていた……。

## 声の出演
| 役名             | 原語版声優               | 日本語吹替 |
| ---------------- | ------------------------ | ---------- |
| キリク（幼少期） | ドドゥ・ゲイエチャ       | 神木隆之介 |
| カラバ           | アウ・セヌザー           | 浅野温子   |
| キリクの母       | マイモウナ・エヌジャイエ | 山像かおり |
| お山の賢者       | ロベール・リンソル       | 三木敏彦   |

## スタッフ
- 製作：ミッシェル・ドゥティユ
- 監督：ミッシェル・オスロ
- 原作：ミッシェル・オスロ
- 脚本：ミッシェル・オスロ
- 音楽：ユッスー・ンドゥール
- 日本語版翻訳・演出：高畑勲

## 付記
- フランスでは関連グッズの売れ行きを含めて一種の社会現象となった (PlayStation、Game Boy Color、PlayStation 2、Nintendo DS の 4 つのビデオゲーム)。
- 「キリクは大きくない、でも勇敢だ」（Kirikou n'est pas grand, mais il est vaillant）という主題歌のフレーズが全編を通して流れ、ムードを非常に盛り上げている。
- 2005年にオスロ監督による続編『キリクと魔女2　4つのちっちゃな大冒険』が制作された。『キリクと魔女』のストーリーの合間に起きた、4つのサブエピソードを題材としている。（日本では劇場未公開で、DVD発売のみ）3番目の映画は2012年に公開され、「キリコウと男と女」と呼ばれた。日本では未発売でヨーロッパのみで発売。[3][4]
- イメージソングとして大貫妙子『裸のキリク』がある[5]。